# Alignement du Paluden
L'alignement du Paluden est un alignement mégalithique situé sur l'île d'Hœdic dans le département français du Morbihan.

## Description
L'alignement est situé près du centre de l'île d'Hœdic. La file de pierres est orientée nord-sud. Elle se compose d'au moins trente-quatre blocs en granite et s'étend sur 110 m de longueur de part et d'autre d'une émergence granitique naturelle. Les pierres ne sont pas très grandes, la plus haute mesure 1,15 m. La partie nord de l'alignement comporte onze blocs non jointifs avec des écarts entre blocs pouvant atteindre 5 m. La partie sud oblique très légèrement vers l'est par rapport à l'axe principal nord-sud. Elle comporte quatre blocs et  correspond probablement aux vestiges d'une file plus longue qui a été interrompue par un chemin piétonnier transversal et encore plus au sud par le creusement d'une carrière. Au sud de la carrière, l'alignement se prolonge avec dix-neuf blocs supplémentaires, parfois jointifs par série de deux à quatre blocs, jusqu'à une zone marécageuse dite du Grand Étang. Ces blocs ne présentent pas de trace d'érosion sommitale contrairement aux blocs situés à l'extrémité nord. Cette partie sud pourrait correspondre à une limite parcellaire moderne qui fut construite dans le prolongement de l'alignement. 
Selon plusieurs témoignages, la construction au nord de l'alignement, du hameau du Paluden aurait contribué à la destruction de structures pré-existantes de type mégalithique.